# Tomentella vesiculosa
Tomentella vesiculosa är en svampart som beskrevs av Natarajan & Chandrash. 1979. Tomentella vesiculosa ingår i släktet Tomentella och familjen Thelephoraceae.   Inga underarter finns listade i Catalogue of Life.